# 君住む街角
『君住む街角』（きみすむまちかど、英語: On the Street Where You Live）は、アラン・ジェイ・ラーナーとフレデリック・ロウ（いわゆるラーナー&ロウ）によるミュージカルの楽曲。1956年に初公演されたブロードウェイミュージカル『マイ・フェア・レディ』のために制作された。日本語表記としては『君住む街で』、『オン・ザ・ストリート・ホエア・ユー・リヴ』もある。

## 概要
ミュージカル「マイ・フェア・レディ」のなかでロマンティックなバラード（アップテンポなアレンジで楽しさを強調したカバーもある）として人気の高い作品で1956年当時ヴィック・ダモーン盤が全米4位を記録したほか、エディ・フィッシャー盤、ローレンス・ウェルク盤もチャート・インしている。なお、ヴィック・ダモーン盤は1958年には全英シングルチャートで1位を記録している。1964年に映画化されるとアンディ・ウィリアムス盤が全米28位まで上昇し、数多くのカバー・バージョンが生まれている。
ヴィック・ダモーン盤は美声を生かした圧倒的な迫力でファンを魅了し、アンディ盤はそのロマンティックな表現でファンに支持された。
ミュージカルの中では、貧乏貴族の令息フレディ・アインスフォード＝ヒルが歌っている。1956年の初演版ではジョン・マイケル・キングが演じている。1964年公開の映画版ではフレディをジェレミー・ブレットが演じているが、歌唱部分はビル・シャーリーが吹き替えている。

## カバー
多くのカバーが録音されている。
- パーシー・フェイス(1957）
- エロル・ガーナ―(1957）
- ペギー・リー（1960）
- ピーター・ネロ(1961）
- クインシー・ジョーンズ(1962）
- ナット・キング・コール(1964）
- アンドレ・プレヴィン(1964)
- カウント・ベイシー(1966)